# Маласпина, Карло II Эмануэле
Карло Эмануэле Маласпина (итал. Carlo Emanuele Malaspina; 31 мая 1752, Фоздиново, маркграфство Фоздиново — 14 января 1808, Пиза, Первая империя) — итальянский аристократ, сын маркграфа Габриэле III, последний маркграф Фоздиново из дома Маласпина под именем Карло II Эмануэле.

## Биография
Родился 31 мая 1752 года в Фоздиново. Он был сыном Габриэле III Маласпина, маркграфа Фоздиново от второй жены Изабеллы Орсуччи. Наследовал отцу в несовершеннолетнем возрасте. В первые годы правления на правах регента маркграфством управляла его мать. Карло II Эмануэле был просвещённым правителем. Он финансировал проекты, связанные с развитием культуры.  Вместе с супругой, генуэзской аристократкой Эудженией Пинелли-Сальваго, увеличил здание и пополнил фонды библиотеки замка Фоздиново. В 1770 году отреставрировал и расширил старый театр. Покровительствовал театральным труппам. Предпочитал общество образованных людей и интеллектуалов.
Маркграф был дружен с поэтом Джованни Фантони ещё со времён юности, когда они познакомились в колледже Назарено в Риме. Благодаря сохранившейся в архиве Массы переписке между Карло II Эмануэле и Фантони, академиком Аркадии по имени Лабиндо, известно, что здание театра было реконструировано в стиле генуэзского барокко. В последующие годы театр оставался открытым в течение двух ежегодных сезонов — во время карнавала и в летние месяцы. В 1797 году, после упразднения императором Наполеоном I маркграфства, театр прекратил свою деятельность. Его здание было преобразовано в гражданский дом.
В 1759 году маркграф учредил зерновой фонд, из которого зерно выдавалось поселенцам и бедным землевладельцам зимой и весной. Затем после сбора урожая они оплачивали его с небольшой добавочной стоимостью, которая расходовалась на благотворительные нужды или в качестве дополнения к зарплате школьных учителей. Карло II Эмануэле также увлекался спортом. В 1789 году он построил стадион для игры в мяч на месте известном как «Канава». Во время его правления 26 июля 1790 года в Фоздиново произошло сильное землетрясение.
В 1797 году маркграф, после первых побед французов над австрийцами, спокойно отнёсся к упразднению его феода указом императора Наполеона I от 2 июля 1797 года. Затем, однако, он решил вернуть себе власть и удерживал её в течение нескольких месяцев в 1802 году. В том же году он был вынужден бежать в Пизу, где умер, не оставив наследников, 14 января 1808 года. Позднее останки маркграфа, вместе с останками его супруги, похоронили в церкви Святого Ремигия в Фоздиново.